# مستكان
مستكان قرية سوريّة تتبع إداريّاً لمحافظة حلب منطقة عفرين ناحية شيخ الحديد، بلغ تعداد سكانها 291 نسمة حسب التعداد السكاني لعام 2004.